# Tucapel Jiménez Fuentes
Tucapel Francisco Jiménez Fuentes (Santiago de Chile, 1 de septiembre de 1962) es un ingeniero en ejecución eléctrico y político chileno, miembro del Partido por la Democracia (PPD). Se desempeñó como diputado de la República en representación del distrito n.º 13 (correspondiente a las comunas de El Bosque, La Cisterna, Lo Espejo, Pedro Aguirre Cerda, San Miguel y San Ramón) durante el periodo legislativo entre 2018 y 2022.
Entre marzo de 2006 y marzo de 2018 fue diputado por el antiguo distrito n.° 27, sirviendo durante tres periodos consecutivos. Bajo su primera gestión, el 14 de enero de 2008 fue nombrado presidente de la Comisión de DD.HH. de la Cámara de Diputados, luego de la destitución de la diputada RN Karla Rubilar.
Es hijo de Tucapel Jiménez Alfaro, sindicalista chileno asesinado durante la dictadura militar del general Augusto Pinochet.

## Biografía

### Familia
Nació el 1 de septiembre de 1962 en Santiago. Es hijo de Haydeé Fuentes Salinas y de Tucapel Jiménez Alfaro, sindicalista, presidente de la Asociación Nacional de Empleados Fiscales (ANEF) entre 1967 y 1970; fundador, en 1981, de la Unión Democrática de Trabajadores; y asesinado por agentes de la Dirección de Inteligencia del Ejército de Chile (DINE) en 1982 durante la dictadura del general Augusto Pinochet Ugarte.
Está casado con Sofía Lagos y son padres de tres hijos: Tucapel, Sebastián y Susann.

### Estudios
Sus estudios primarios los realizó en el colegio Juana Atala de Hirmas, los secundarios en el colegio Marista Instituto Alonso de Ercilla de Santiago y en el Colegio Academia de Humanidades Padres Dominicos y su enseñanza universitaria en el Instituto Técnico de Estocolmo (Suecia), donde se gradúa como ingeniero de ejecución eléctrico, luego de cursar su práctica profesional en la empresa multinacional Siemens AG.
Con posterioridad cursa un diplomado en Gobierno y Gestión Pública en la Universidad de Chile y otro en Tasaciones de Áreas Afectas a Expropiación, en la misma casa de estudios.

### Vida laboral
En el ámbito profesional, en 1988, realizó su práctica profesional en la filial sueca del grupo industrial alemán Siemens AG, en el departamento de control de calidad. Posteriormente, ingresó a la empresa de certificación Semko AB.
Tras vivir por trece años en Suecia, retornó a Chile en 1995. Entre los años 1995 y 1997, trabajó en la Empresa Colbún en el Proyecto Línea de Transmisión Colbún-Alto Jahuel SICAJ-1.
En homenaje a la memoria de su padre, creó la Fundación Tucapel Jiménez Alfaro, con el propósito de formar y capacitar a los dirigentes sindicales.
En 2001, formó su propia empresa, Asesoría Profesional Ltda.

## Trayectoria política
En el 1998, ingresó al Partido por la Democracia (PPD). Sin embargo, su inscripción formal se produjo sólo en 2009.
En las elecciones parlamentarias de 2005, fue electo diputado independiente, en representación del pacto Concertación Democrática, por el distrito nº 27, correspondiente a las comunas de El Bosque, La Cisterna y San Ramón, por el periodo legislativo 2006-2010.
Durante su gestión, integró las comisiones permanentes de Derechos Humanos, Nacionalidad y Ciudadanía, que ha presidido; de Economía; y de Trabajo y Seguridad Social. También las comisiones investigadoras por Avisaje del Estado; sobre Accionar de la Dirección del Trabajo (DT); y del Patio 29, que ha presidido, Comisión que le tocó abordar los errores en la identificación de los cuerpos de ejecutados políticos.
Fue además, miembro de los grupos interparlamentarios chileno-alemán; chileno-búlgaro; chileno-cubano; chileno-ecuatoriano; chileno-mexicano; chileno-sueco; chileno-venezolano; chileno-argelino; chileno-boliviano; chileno-jordano; y chileno-guatemalteco.
En las elecciones parlamentarias de 2009, obtuvo su reelección por el mismo distrito n.° 27, por el periodo 2010-2014. Integró las comisiones permanentes de Trabajo y Seguridad Social; y de Derechos Humanos, Nacionalidad y Ciudadanía. Junto con la comisión especial de Deportes. Presidió también, los grupos interparlamentarios chileno-sueco y chileno-guatemalteco. Formó parte del comité parlamentario del PPD.
En las elecciones parlamentarias de 2013, fue nuevamente reelecto diputado por el distrito n.° 27, por el periodo 2014-2018, siendo éste su tercer periodo consecutivo.
Fue integrante de las Comisiones Permanentes de Derechos Humanos y Pueblos Originarios, Deportes y Recreación, la que presidió desde el 19 de marzo de 2015; y Trabajo y Seguridad Social, la cual presidió desde el 18 de marzo de 2014 hasta el 17 de marzo de 2015.
En las parlamentarias de 2017, fue reelecto como diputado de la República, esta vez por el nuevo distrito n.° 13 de la Región Metropolitana, dentro del pacto La Fuerza de la Mayoría, por el período legislativo 2018-2022. Obtuvo 22.551 votos, equivalentes al 9,20% del total de los sufragios válidamente emitidos.
Integró las comisiones permanentes de Trabajo y Seguridad Social; de Derechos Humanos y Pueblos Originarios; y de Ética y Transparencia. Formó parte de la Comisión Especial Investigadora "Contrataciones de personal en la Administración del Estado entre noviembre de 2017 y marzo de 2018". Perteneció asimismo, al Comité parlamentario del PPD.
Fue vicepresidente del Parlamento Andino entre 2018 y 2019, miembro de Parlamentarios por la Acción Global (PGA) y miembro de la junta directiva de la PGA desde 2017 hasta 2019.
En las elecciones parlamentarias de 2021, no repostuló a su escaño diputacional. Puesto, que la ley 21.238 publicada en 2020, estableció «que los diputados y las diputadas podrán ser reelegidos/as sucesivamente en el cargo hasta por dos periodos», sin poder obtener una reelección nuevamente.
A fines de marzo de 2022, fue nombrado por el presidente Gabriel Boric, como embajador de Chile ante Suecia.

## Historial electoral

### Elecciones parlamentarias de 2005
- Elecciones parlamentarias de 2005, candidato a diputado por el distrito 27 (El Bosque, La Cisterna y San Ramón)[4]

### Elecciones parlamentarias de 2009
- Elecciones parlamentarias de 2009, candidato a diputado por el distrito 27 (El Bosque, La Cisterna y San Ramón)[5]

### Elecciones parlamentarias de 2013
- Elecciones parlamentarias de 2013, candidato a diputado por el distrito 27 (El Bosque, La Cisterna y San Ramón)[6]

### Elecciones parlamentarias de 2017
- Elecciones parlamentarias de 2017, candidato a diputado por el distrito 13 (El Bosque, La Cisterna, Lo Espejo, Pedro Aguirre Cerda, San Miguel y San Ramón) [7]